# In het circus Fernando: paardrijdster
Au Cirque Fernando: l'écuyère (Nederlands: In het Circus Fernando: paardrijdster) is een schilderij van de Franse kunstschilder Henri de Toulouse-Lautrec, gemaakt in 1887-1888, olieverf op doek, 100,3 × 161,3 centimeter groot. Het toont een circustafereel met een amazone, geschilderd in een postimpressionistische stijl. Het werk bevindt zich thans in de collectie van het Art Institute of Chicago.

## Context
Het Circus Fernando was een circus gevestigd in Montmartre, niet ver van het atelier van Toulouse-Lautrec. In de jaren 1880 bevond het zich op het hoogtepunt van haar roem. Niet alleen trok het een onafgebroken stroom enthousiaste bezoekers, maar ook diverse kunstenaars vonden er hun inspiratie, waaronder Edgar Degas, Pierre-Auguste Renoir en René Princeteau. In de jaren 1886-1889 werd het circus ook onderwerp van een serie schilderijen van Toulouse-Lautrec. In 1899, toen hij herstellende was van een psychische ziekte en het circus intussen Medrano heette (naar een beroemde clown), zou hij er ook nog een serie treffende tekeningen maken.

## Afbeelding
In tegenstelling tot het meeste André werk van Toulouse-Lautrec bestaan van Au Cirque Fernando: l'écuyère geen voorstudies. Waarschijnlijk is het schilderij in een vrij korte tijd vervaardigd, hetgeen ook kan worden afgeleid uit de spontaniteit van de algehele impressie. Het werk lijkt ook wat onaf. Op de oppervlakte komen ook nog drupjes verf voor. Wat opvalt is de ongelijkheid tussen de rond gemodelleerde figuren van de pikeur, het paard en de paardrijdster tegenover de tweedimensionale clowns, die deels buiten het beeld vallen. De snelheid van werken lijkt terug te komen in de tred van het paard en de houding van de amazone. Voor de tijd waarin het werk ontstond kent het schilderij en uitzonderlijke expressiviteit. Het preludeert op Lautrecs posterkunst en in zekere zin ook op latere modernistische stromingen als het expressionisme en het futurisme. De afsnijdingen aan de rand verraden de invloed van de fotografie.

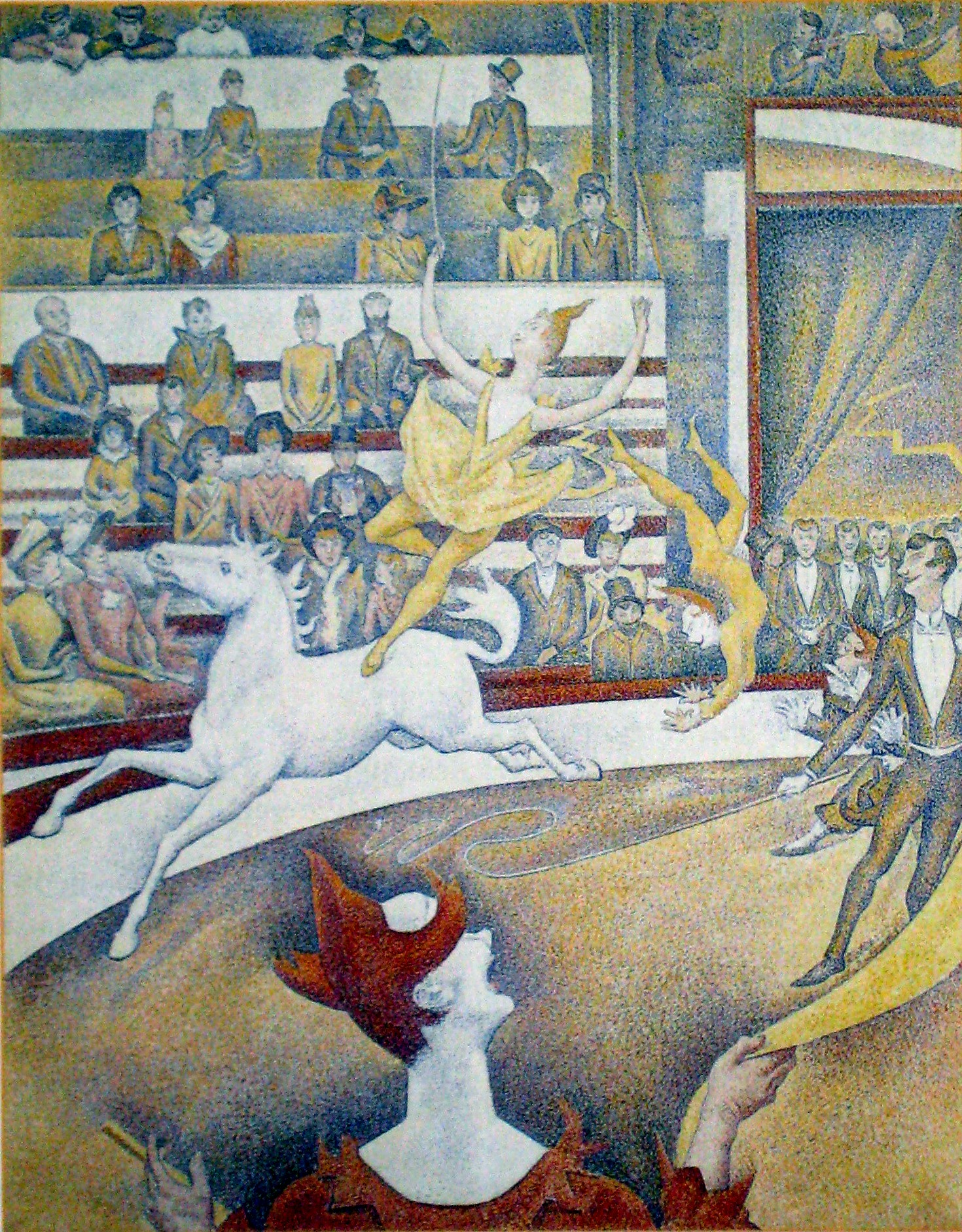
Seurats Le Cirque, geïnspireerd door Lautrecs Au Cirque Fernando.

## Personages
De pikeur links is de beroemde circusdirecteur Loyal. Voor de amazone heeft waarschijnlijk Suzanne Valadon model gestaan. Valadon maakte op haar vijftiende haar debuut in het circus als trapezewerkster Door een val echter moest ze een jaar later haar carrière alweer staken en begon ze als model te werken, onder andere voor Toulouse-Lautrec, die haar ook leerde schilderen. Au Cirque Fernando: l'écuyère zou gezien kunnen worden als een soort eerbetoon aan Valadons eerdere circusleven, maar de vraag is of het zo bedoeld is. De figuren lijken eerder 'types' als personages. Het totaalbeeld is duidelijk belangrijker dan de afgebeelde artiesten.

## Ontvangst
Lautrec exposeerde zijn Au Cirque Fernando: l'écuyère in 1888 bij Les Vingt te Brussel, waar het hoog werd geprezen door de avantgardistisch ingestelde bezoekers en pers. Georges Seurat, die ook aanwezig was, liet er zich door het werk inspireren voor zijn Le Cirque uit 1891. Het onderstreept de diverse niveaus waarop het werk bezien kan worden: als hoogstaand en vernieuwend kunstwerk, maar tevens als een meer volkse voorstelling, gericht op het publiek van het nachtelijke Montmartre. Uiteindelijk zou het schilderij worden aangekocht door de eigenaars van de Moulin Rouge, die het jarenlang boven hun centrale bar hingen, naast Lautrecs La Danse au Moulin Rouge.

## Galerij

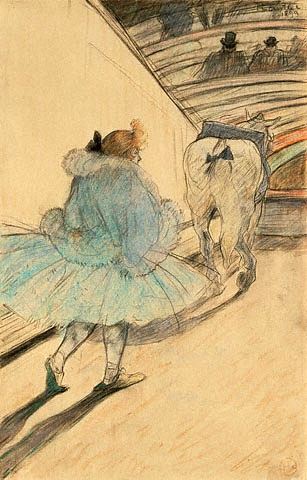
Het binnentreden van de piste, tekening uit 1899
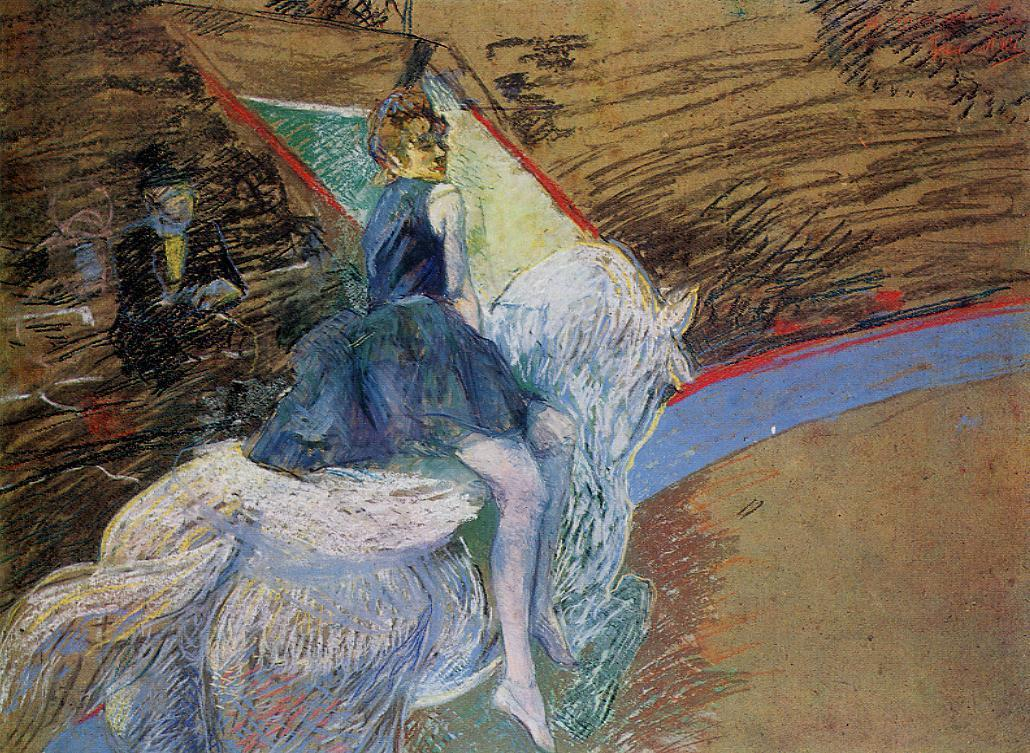
In het Circus Fernando: op een wit paard, pastel, 1888
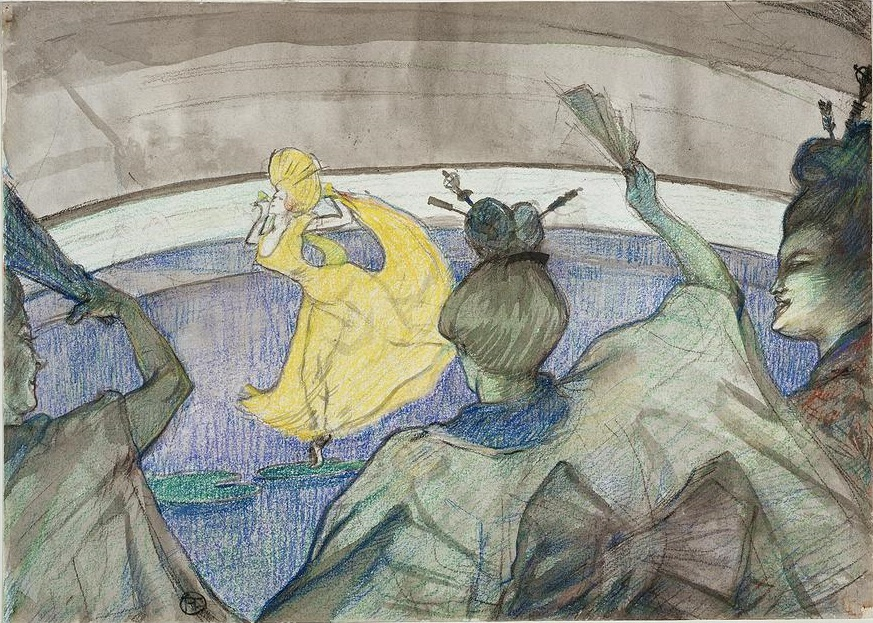
In het circus, pastel uit 1899